# Franz Mikscha
Franz Mikscha (1935. június 13. – 2019. január 14.) osztrák labdarúgó, kapus, edző.

## Pályafutása

### Játékosként
1953 és 1956 között a Grazer SK, majd 1956 és 1968 között 12 éven keresztül a Sturm Graz labdarúgója volt.

### Edzőként
1970 és 1984 között alsóbb osztályú csapatoknál dolgozott: a Bärnbach, a WSV Rosental, a Flavia Solva, a Voitsberg és a Rudersdorf csapatainál tevékenykedett. 1984–85 között a Sturm Graz U-21-es csapatának a vezetőedzője volt és az első csapatnál segédedzőként dolgozott. Ivan Marković vezetőedző menesztése után 1985 októberében a Sturm vezetőedzője lett az idény végéig. 1986–87-ben a Donawitzer SV Alpine szakmai munkáját irányította.